# Un homme parfait (film, 2015)

Un homme parfait (The Perfect Guy) est un film américain réalisé par David M. Rosenthal, sorti en 2015.

## Synopsis
Leah Vaughn est une belle femme qui a tout ce dont elle a besoin : beauté, emploi stable et un petit ami séduisant, Dave. Leah se sentant prendre de l'âge souhaite fonder un foyer, chose que Dave ne partage pas et cela met fin à leur relation. Leah fait la rencontre de Carter, un expert en informatique et les deux commencent une relation qui semble être un nouveau départ pour Leah. Mais derrière l'apparence innocente et attentionnée de Carter se cache un côté sombre que Leah ne tardera pas à découvrir.

## Fiche technique
- Titre français : Un homme parfait
- Titre original : The Perfect Guy
- Réalisation : David M. Rosenthal
- Scénario : Tyger Williams
- Musique : David Fleming et Atli Örvarsson
- Photographie : Peter Simonite
- Production : Tommy Oliver, Nicole Rocklin, Wenda Rhoads et Darryl Taja
- Montage : Joan Sobel
- Société de distribution : Screen Gems
- Budget : 12 000 000 dollars
- Genre : drame
- Durée : 100 minutes

## Distribution
- Sanaa Lathan (VF : Annie Milon) : Leah Vaughn
- Michael Ealy (VF : Daniel Njo Lobé) : Carter Duncan/Robert Adams
- Morris Chestnut (VF : Frantz Confiac) : David King
- Charles S. Dutton (VF : Saïd Amadis) : Roger Vaughn
- Holt McCallany (VF : Boris Rehlinger) : l'inspecteur Hansen
- L. Scott Caldwell : Evelyn

## Accueil
Box-office : 60 000 000 dollars